# Liscia
Pour les articles homonymes, voir Liscia (homonymie).
Liscia est une commune de la province de Chieti dans les Abruzzes en Italie.

## Administration
| Période                                  | Période  | Identité          | Étiquette | Qualité |
| ---------------------------------------- | -------- | ----------------- | --------- | ------- |
| 14 juin 2004                             | En cours | Michele Valentino |           |         |
| Les données manquantes sont à compléter. |          |                   |           |         |

### Communes limitrophes
Carpineto Sinello, Carunchio, Palmoli, San Buono